# Mary Millar

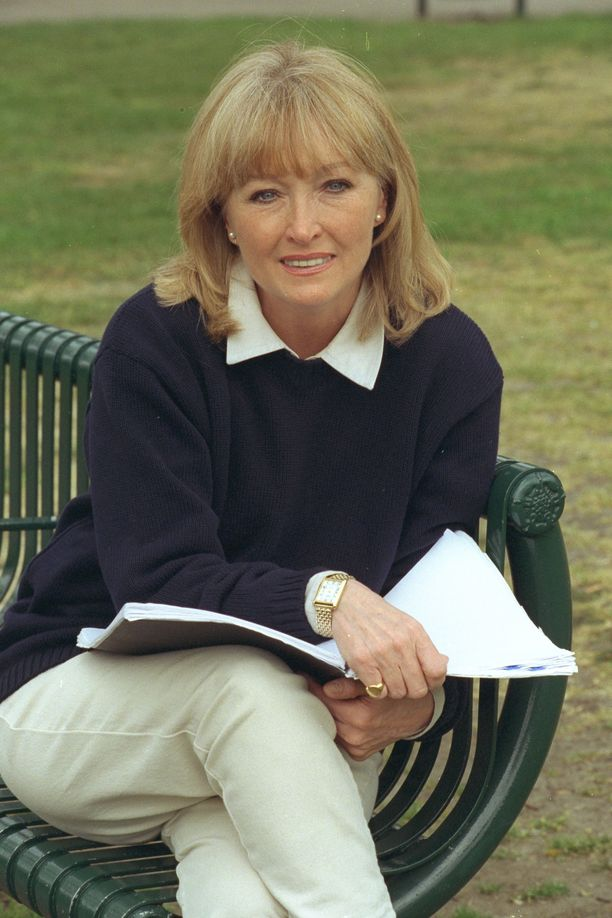
Mary Millar (1997)

Mary Millar, właściwie Mary Wetton (ur. 26 lipca 1936 w Doncaster, zm. 10 listopada 1998 w Londynie) – angielska aktorka i piosenkarka.
Odnosiła duże sukcesy na scenach West Endu. Zaczęła śpiewać w wieku 14 lat. Zadebiutowała na londyńskiej scenie w 1962 roku w Lock Up Your Daughters. Znalazła się także w obsadzie premierowej słynnego musicalu Andrew Lloyd Webbera – The Phantom of the Opera (Upiór w Operze) (jako Madame Giry). Jej ostatnią rolą była postać Pani Potts w przedstawieniu Beauty and the Beast (West End). Znana także z roli Róży w serialu Co ludzie powiedzą? (1991–1995).
Zmarła na raka, w Londynie, w 1998 roku.